# Gerald Lehner (Journalist)

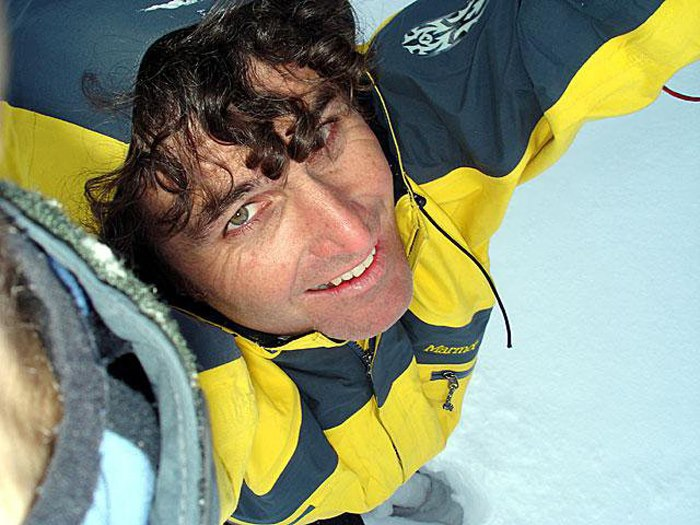
Gerald Lehner

Gerald Lehner (* 12. November 1963 in Bad Gastein) ist ein österreichischer Journalist, Autor, Filmemacher und Fotograf.
Gerald Lehner studierte nach seiner Ausbildung zum Maschinenbautechniker Politikwissenschaft, Kommunikation und Pädagogik in Salzburg. Er ist Biograf des austro-amerikanischen Philosophen Leopold Kohr. Seit 1986 arbeitet Lehner hauptberuflich als Radio- und Fernsehreporter und seit 2002 als Redakteur beim Österreichischen Rundfunk (ORF). Er verfasst zeitgeschichtliche Reiseführer sowie Beiträge für Zeitungen und Magazine.
Er ist Drehbuchautor und Filmemacher und liefert längere Produktionen für das Fernsehen. Lehner war Konsulent und Darsteller in dem britischen Fernsehfilm Climbing for the Fatherland über Bergsteigen und Heldenkult im Nationalsozialismus (Regie: Kevin Sim, Audrey Salkeld), unter anderem mit Reinhold Messner, Joe Simpson, Heinz Zak und Heinrich Harrer. Lehners Fernsehfilm How Skiing has come to America wurde am Filmfestival Trient gezeigt. Weiters wurde die Dokumentation Jazz on a winters day (2007)  – gemeinsam mit dem österreichischen Filmemacher Sven Jansel – in Avignon (Frankreich), New York City, Port Townsend/Seattle (Washington State), Eugene (Oregon) und Anchorage (Alaska) aufgeführt.
Seine Passion als Bergsteiger verwirklichte Lehner früher auch in Nepal für Entwicklungshilfeprojekte. Er ist ehrenamtlicher Bergrettungsmann in Bischofshofen.

## Veröffentlichungen
- Die Biographie des Philosophen und Ökonomen Leopold Kohr. Träger des Alternativen Nobelpreises. Deuticke, Wien 1994, ISBN 3-216-30107-9.
- Egon Ranshofen-Wertheimer und Leopold Kohr. Mit der Washington Post gegen die Nazis. In: Dokumentationsarchiv des österreichischen Widerstandes. Jahrbuch 1995.
- Zwischen Hitler und Himalaya. Die Gedächtnislücken des Heinrich Harrer. Czernin, Wien 2006, ISBN 3-7076-0216-8. (Rezension von Horst Christoph im Nachrichtenmagazin „profil“)
- Das menschliche Maß. Eine Utopie? Gespräche mit Leopold Kohr über sein Leben. Edition Tandem, Salzburg 2014, ISBN 978-3-902932-01-3.